# ウィンブルドンFC
ウィンブルドン・フットボール・クラブ（英:Wimbledon Football Club ）は、イングランドのウィンブルドンを本拠地として、過去に存在したサッカークラブチームである。愛称は「ドンズ」。
1988年のFAカップ決勝で、当時、圧倒的な強さを誇っていたリヴァプールを下し初優勝している。

## 歴史
1889年設立。当時の名称はウィンブルドン・オールド・セントラル・フットボール・クラブだった。1988年のFAカップ決勝でリヴァプールを破った頃はデイヴ・ビーサント、デニス・ワイズ、ヴィニー・ジョーンズらを擁し、激しいタックルやラフプレーも見られたことから、クレイジーギャングと呼ばれた。その後、スタジアムの治安問題、規格問題に見舞われることもあったが、2000年代に入るとラフプレーによる罰金やチームの慢性的な財政難などから、2001年8月にはミルトン・キーンズへの移転がクラブにより計画される。これはウィンブルドン・サポーター達から猛反発を買った。2003年からクラブはミルトンキーンズに移転し、ナショナルホッケースタジアムをホームとした。2004年6月、シーズン終了後にクラブ名をミルトン・キーンズ・ドンズFCに変更。これにより100年以上の歴史と栄光を誇ったウィンブルドンFCは正式に消滅した。ウィンブルドンFCとしての最終シーズンはフットボールリーグ・ファーストディビジョンで最下位だった。
一方、ミルトンキーンズ移転に反対派のサポーター達は新たにAFCウィンブルドンを創設。チームカラーやエンブレムのデザインはウィンブルドンFC時代のものを引き継いで使用している。

## スタジアム
- プラウ・レーン（1959-1984）
- セルハースト・パーク（1984-2003）
- ナショナル・ホッケー・スタジアム（2003-04）(ミルトンキーンズ・ドンズも2007年まで使用した)

## タイトル

### 国内タイトル
- FAカップ:1回

1987-88